# Greiselbach

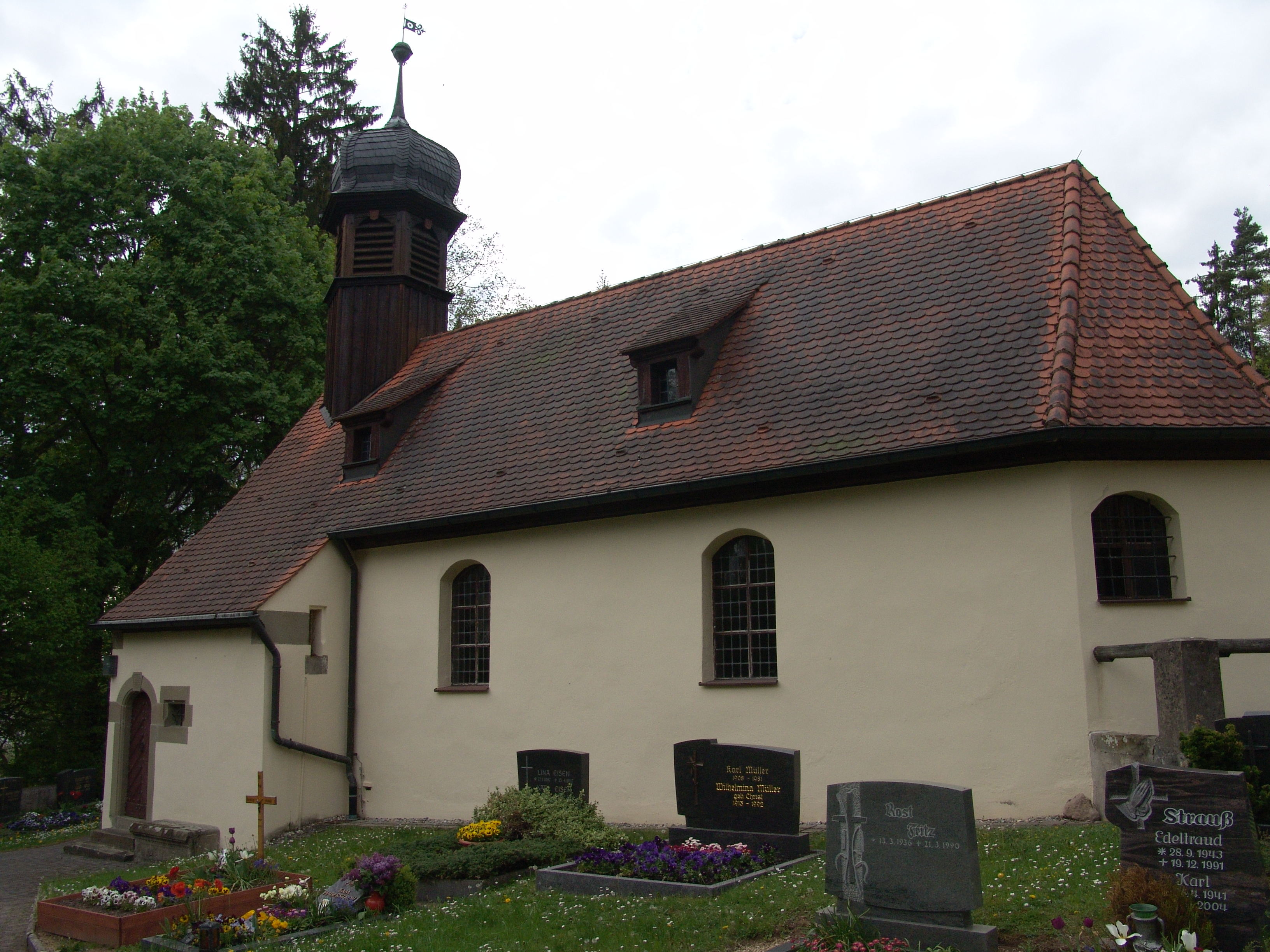
St. Stephanus

Greiselbach (bis 1922 Greißelbach) ist ein Gemeindeteil der Gemeinde Wilburgstetten im Landkreis Ansbach (Mittelfranken, Bayern). Die Gemarkung Greiselbach hat eine Fläche von 4,440 km². Sie ist in 399 Flurstücke aufgeteilt, die eine durchschnittliche Fläche von 11.127,46 m² haben. In ihr lieget neben dem namensgebenden Ort die Gemeindeteil Gramstetterhof.

## Geographie
Das Pfarrdorf liegt am Hasselbach. Im Osten grenzen die Waldgebiete Brunnenschlag und Weiltinger Forst an. Dort erheben sich der Greiselbacher Berg und der Rote Berg (524 m ü. NHN). Ansonsten ist der Ort unmittelbar von Acker- und Grünland umgeben. 0,5 km südwestlich liegt das Waldgebiet Abelensschlag. Die Bundesstraße 25 führt an Oppersberg vorbei nach Fremdingen (5 km südöstlich) bzw. nach Wilburgstetten (2,2 km nordwestlich). Eine Gemeindeverbindungsstraße führt nach Wolfsbühl (1,1 km nördlich).

## Geschichte
Die Fraisch übte die Reichsstadt Dinkelsbühl aus. Außer Etters war sie strittig zwischen dem ansbachischen Oberamt Wassertrüdingen und den oettingen-spielbergischen Oberämtern Aufkirchen und Mönchsroth. Die Dorf- und Gemeindeherrschaft hatte die Reichsstadt Dinkelsbühl. Gegen Ende des 18. Jahrhunderts bestand der Ort aus 16 Anwesen. Grundherren waren
- das württembergische Oberamt Weiltingen (9 Anwesen: 7 Söldengüter, 2 Häuser),
- die Reichsstadt Dinkelsbühl (7 Anwesen; Dreikönigspflege: 1 Söldengut; Harrscherische Stiftung: 1 Wirtschaft; Hintere-Stuben-Pflege: 2 Gütlein; Katholische Kirchenpflege: 1 Söldengut; Reichsalmosenpflege: 2 Güter). Außerdem gab es eine Kirche, ein Pfarrhaus, ein Schulhaus und ein Gemeindehirtenhaus.[7] Auf den Anwesen saßen 14 Untertansfamilien.[8]

1806 kam Greiselbach an das Königreich Bayern. Mit dem Gemeindeedikt wurde der Ort dem 1811 gebildeten Steuerdistrikt Wilburgstetten zugeordnet. Gleichzeitig entstand die Ruralgemeinde Greiselbach. Sie war in Verwaltung und Gerichtsbarkeit dem Landgericht Nördlingen zugeordnet und in der Finanzverwaltung dem Rentamt Nördlingen (ab 1813 Rentamt Oettingen). Ab 1831 gehörte Wilburgstetten zum Landgericht Dinkelsbühl und zum Rentamt Dinkelsbühl (1919 in Finanzamt Dinkelsbühl umbenannt, seit 1973 Finanzamt Ansbach). Die Verwaltung übernahm 1862 das neu geschaffene Bezirksamt Dinkelsbühl (1939 in Landkreis Dinkelsbühl umbenannt). Die Gerichtsbarkeit blieb beim Landgericht Dinkelsbühl (1879 in das Amtsgericht Dinkelsbühl umgewandelt, seit 1973 Zweigstelle des Amtsgerichtes Ansbach). Die Gemeinde hatte 1964 eine Gebietsfläche von 2,292 km². Im Zuge der Gebietsreform in Bayern wurde diese am 1. April 1971 nach Wilburgstetten eingemeindet. Mit der Auflösung des Landkreises Dinkelsbühl im Jahr 1972 kam Greiselbach an den Landkreis Ansbach.

### Baudenkmäler
- Greiselbach 13a: Gasthof und ehem. Brauerei Braunes Ross, zweigeschossiger giebelständiger Putzbau mit Satteldach, im Kern Fachwerk des 18. Jahrhunderts, bezeichnet „1756“ und „1887“.[15]
- Greiselbach 16: Ehem. Schulhaus, zweigeschossiger massiver Walmdachbau mit Fachwerkdachreiter, bezeichnet „1826“.[15]
- Im Kirchlesranken 28: Evang.-Luth. Pfarrkirche, ehem. St. Stephan, sog. Wolfskirchlein, kleine Saalkirche mit dreiseitig geschlossenem Chor, angefügter Sakristei und Dachreiter mit Zwiebelhaube, im Kern 15./16. Jahrhundert, 1668 durchgreifend erneuert; mit Ausstattung; Friedhofsmauer mit Grabsteinen, wohl noch spätmittelalterlich; Kirchenbrücke, einbogiger Bruchsteinbau, 16. Jahrhundert, 1850 renoviert.[15]

### Einwohnerentwicklung
| Jahr      | 1818   | 1840   | 1852   | 1855   | 1861   | 1867   | 1871   | 1875   | 1880   | 1885   | 1890   | 1895   | 1900   | 1905   | 1910   | 1919   | 1925   | 1933   | 1939   | 1946   | 1950   | 1952   | 1961   | 1970   | 1987   | 2005  | 2015  |
| Einwohner | 128    | 126    | 139    | 133    | 123    | 124    | 136    | 155    | 139    | 135    | 123    | 109    | 98     | 107    | 117    | 104    | 92     | 98     | 86     | 150    | 152    | 135    | 132    | 194    | 191    | *163  | *155  |
| Häuser    | 21     | 26     |        |        |        |        | 25     |        |        | 26     | 26     |        | 25     |        |        |        | 23     |        |        |        | 25     |        | 27     |        | 52     |       |       |
| Quelle    | [ 17 ] | [ 18 ] | [ 19 ] | [ 19 ] | [ 20 ] | [ 21 ] | [ 22 ] | [ 23 ] | [ 24 ] | [ 25 ] | [ 26 ] | [ 19 ] | [ 27 ] | [ 19 ] | [ 28 ] | [ 19 ] | [ 29 ] | [ 19 ] | [ 19 ] | [ 19 ] | [ 30 ] | [ 19 ] | [ 12 ] | [ 31 ] | [ 32 ] | [ 1 ] | [ 1 ] |

## Religion
Der Ort ist Sitz der Pfarrei St. Stephan und ist seit der Reformation evangelisch-lutherisch geprägt. Die Katholiken sind nach St. Margareta (Wilburgstetten) gepfarrt.